# 世の中ワンダフル
『世の中ワンダフル』（よのなか- ）は、1993年10月27日に発売されたウルフルズ3枚目のシングル。発売元は東芝EMI。

## 解説
前作「マカマカBUNBUN」同様、セールス低迷から事務所側が強引に要請した楽曲のひとつである。こちらもアルバム（ベスト含む）には表題曲・カップリング曲ともに収録されていない。ライブでも長年演奏されることはなかったが、2008年4月12日に行われた武道館ライブでメドレー形式ではあるが演奏された。

## 収録曲
全曲　作詞・作曲：トータス松本・ウルフルケイスケ　編曲：見岳章
1. 世の中ワンダフル (5:00)
2. 明るいふたり (3:36)